# Andiast
Andiast (hasta 1943 oficialmente en alemán: Andest) era una comuna suiza del cantón de los Grisones, situada en el distrito de Surselva, círculo de Rueun/Ruis. Limita al norte con la comuna de Glaris Sur (GL), al este con Pigniu y Rueun, y al sur y al oeste con Waltensburg/Vuorz. El 1 de enero de 2018 se fusionó en la municipalidad de Breil/Brigels.